# 中丸子 (川崎市)
中丸子（なかまるこ）は、神奈川県川崎市中原区の大字。

## 地理

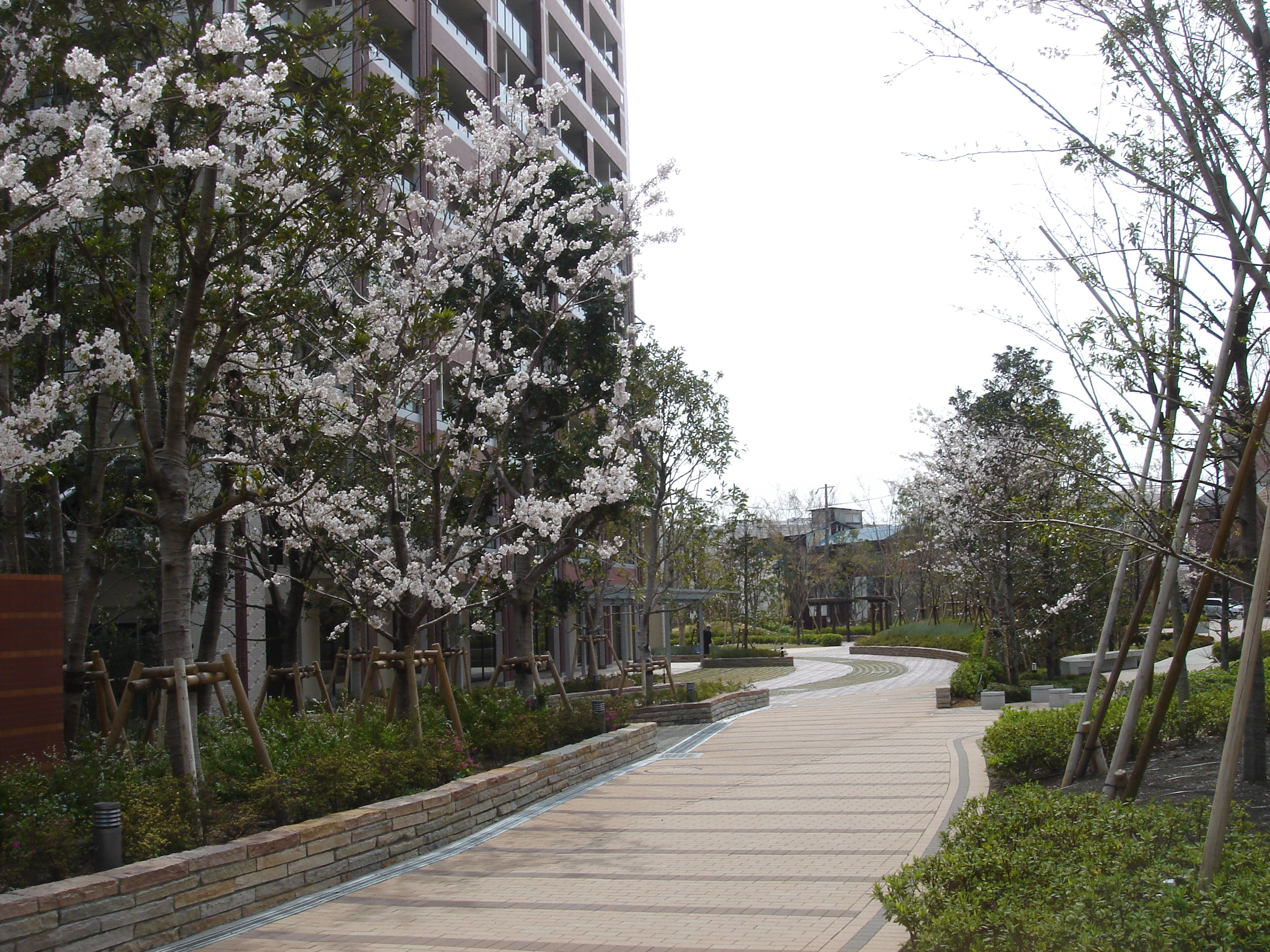
タワーマンション前

東側を多摩川が流れる。横須賀線より西側は武蔵小杉周辺の再開発地域にあたる。13番地～1281番地が設定されている。

### 地価
住宅地の地価は、2025年（令和7年）1月1日の公示地価によれば、中丸子字西村441番8の地点で40万円/m²となっている。

## 歴史

### 沿革
- 1924年（大正13年）7月1日 - 橘樹郡御幸村から川崎市に編入し、川崎市中丸子となる。
- 1972年（昭和47年）4月1日 - 川崎市が政令指定都市に指定され、中原区が設立。川崎市中原区中丸子となる。

## 世帯数と人口
2025年（令和7年）6月30日現在（川崎市発表）の世帯数と人口は以下の通りである。
| 大字   | 世帯数    | 人口     |
| ------ | --------- | -------- |
| 中丸子 | 7,985世帯 | 15,820人 |

### 人口の変遷
国勢調査による人口の推移。
| 年                 | 人口   |
| ------------------ | ------ |
| 1995年（平成7年）  | 7,941  |
| 2000年（平成12年） | 7,415  |
| 2005年（平成17年） | 8,058  |
| 2010年（平成22年） | 13,340 |
| 2015年（平成27年） | 14,873 |
| 2020年（令和2年）  | 15,549 |

### 世帯数の変遷
国勢調査による世帯数の推移。
| 年                 | 世帯数 |
| ------------------ | ------ |
| 1995年（平成7年）  | 3,323  |
| 2000年（平成12年） | 3,218  |
| 2005年（平成17年） | 3,613  |
| 2010年（平成22年） | 5,940  |
| 2015年（平成27年） | 6,630  |
| 2020年（令和2年）  | 7,345  |

## 学区
市立小・中学校に通う場合、学区は以下の通りとなる（2022年3月時点）。
| 区域           | 番地                                             | 小学校               | 中学校             |
| -------------- | ------------------------------------------------ | -------------------- | ------------------ |
| 綱島街道の東側 | 1～300番 345～472番 798～804番 1155番 1181番以降 | 川崎市立下沼部小学校 | 川崎市立玉川中学校 |
| 綱島街道の東側 | 301～344番 473～797番 805～1154番 1156～1180番   | 川崎市立玉川小学校   | 川崎市立玉川中学校 |
| 綱島街道の西側 | 一部                                             | 川崎市立東住吉小学校 | 川崎市立住吉中学校 |

## 事業所
2021年（令和3年）現在の経済センサス調査による事業所数と従業員数は以下の通りである。
| 大字   | 事業所数  | 従業員数 |
| ------ | --------- | -------- |
| 中丸子 | 213事業所 | 4,197人  |

### 事業者数の変遷
経済センサスによる事業所数の推移。
| 年                 | 事業者数 |
| ------------------ | -------- |
| 2016年（平成28年） | 204      |
| 2021年（令和3年）  | 213      |

### 従業員数の変遷
経済センサスによる従業員数の推移。
| 年                 | 従業員数 |
| ------------------ | -------- |
| 2016年（平成28年） | 3,722    |
| 2021年（令和3年）  | 4,197    |

## 交通

### 鉄道
中丸子域内に鉄道駅は存在しない。最寄り駅はJR南武線向河原駅、横須賀線武蔵小杉駅。1927年8月から1945年6月までは南武鉄道の武蔵中丸子駅があった。

### 道路
- 府中街道

## 施設
- 川崎市立橘高等学校
- 川崎市立玉川中学校
- フロンティア武蔵小杉ビル（旧：野村不動産武蔵小杉ビル）
- 中丸子緑道緑地
- 中丸子まるっこ公園
- 中原警察署 中丸子交番

## その他

### 日本郵便
- 郵便番号 : 211-0012[3]（集配局 : 中原郵便局[18]）

### 警察
町内の警察の管轄区域は以下の通りである。
| 番・番地等                                                                          | 警察署     | 交番・駐在所 |
| ----------------------------------------------------------------------------------- | ---------- | ------------ |
| 13番地、35番地、 51～252番地、274番地～285番地、 290～1192番地、1225番地、 1281番地 | 中原警察署 | 中丸子交番   |